# Lijst van burgemeesters van Baarle-Nassau
Dit is een lijst van burgemeesters van de Nederlandse gemeente Baarle-Nassau in de provincie Noord-Brabant.
| Ambtsperiode        | Naam burgemeester                    | Partij of stroming | Bijzonderheden               |
| ------------------- | ------------------------------------ | ------------------ | ---------------------------- |
| 1810 - 1835         | Cornelis Adrianus Hendrikx           |                    | eerst als maire/schout       |
| 1835 - 1842         | Adrianus Norbertus van Gils          |                    |                              |
| 1842 - 1847         | Adrianus van Baal                    |                    |                              |
| 1847 - 1874         | Gerardus van Baal                    |                    |                              |
| 1874 - 1904         | Chr. Verheijen                       |                    |                              |
| 1904 - 1914         | C.E. Erzeij                          |                    |                              |
| 1914 - 1934         | W.C.J. Mensen                        |                    |                              |
| 1934 - 1940         | H.J.M. Hofland                       |                    |                              |
| 1940 - 1944         | P.V.G.W. Kamerbeek                   |                    | tot november 1940 waarnemend |
| 1944 - 1968         | Frans (F.M.A.) de Grauw              |                    | tot 1947 waarnemend          |
| 1968 - 1982         | Abs (A.H.P.) Hogenbosch              | KVP / CDA          |                              |
| 1982 - 1990         | Yvo (Y.C.Th.J.) Kortmann             | CDA                |                              |
| 1990 - 2012         | Jan (J.P.M.M.) Hendrikx              | CDA                |                              |
| 2012 - 1 juni 2015  | Vincent (V.T.M.) Braam               | VVD                | waarnemend                   |
| 1 juni 2015 - heden | Marjon (M.H.M.R.) de Hoon-Veelenturf | CDA                | [ 1 ] [ 2 ]                  |